# 南通专区
南通专区，中华人民共和国江苏省已撤销的专区，在今江苏省东部，包括今上海市崇明县。
1949年置，属苏北行署区，专署驻南通市。辖南通市及南通、如东、启东、崇明、海门5县。1950年，南通市升地级市；原属泰州专区的海安、如皋2县划入南通专区。1952年，南通专区改属江苏省。专区辖7县。
1958年，将崇明县划归上海市。南通专区辖6县。

## 南通地区
1970年，撤销南通专区，改置南通地区。
1983年，南通地区与南通市合并，实行市管县体制。